# Enggano
Enggano (indonesisch Pulau Enggano) ist eine rund 100 km vor der westlichen Küste Sumatras gelegene indonesische Insel im Indischen Ozean.

## Geografie
Enggano ist 35 km lang, 16 km breit und 397 km² groß; sie erreicht mit dem Hügel Koho Buwabuwa eine Höhe von 281 m.
Die vergleichsweise isoliert liegende Insel gehört zur Provinz Bengkulu. Die drei größten Siedlungen sind Barhau, Kabuwe und Kayaapu. Vor der südlichen Küste liegen die kleinen Inseln Satu, Marbau, Bangkai und Dua. Weiter im Norden, ebenfalls vor der Westküste Sumatras, liegen die Insel Mega und die Mentawai-Inseln.
Schiffe gehen zur Hafenstadt Bengkulu auf Sumatra.

## Bevölkerung

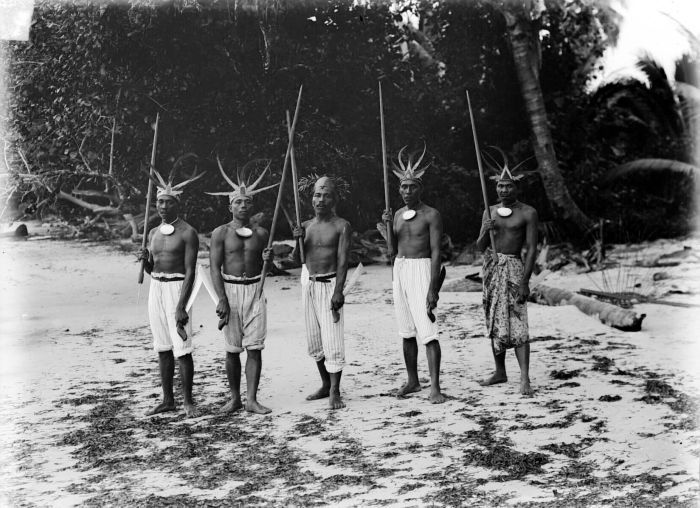
Krieger aus Enggano im traditionellen Kriegskostüm und Wurfspeer Ekajo (Jahr unbekannt)

Die ungefähr 1600 Einwohner sprechen eine eigene Sprache, die ebenfalls Enggano genannt wird (ISO 639-3: eno). Sie gehört zu den austronesischen Sprachen, enthält aber sehr ungewöhnliche Elemente.

## Geschichte
Vor 70 Millionen Jahren schoben sich indische und asiatische Kontinentalplatten aufeinander, das Himalaya-Gebirge hob sich ebenso wie das Barisangebirge auf Sumatra. Dabei entstand vor der Küste Sumatras ein tiefer Graben im Meer und in Folge die Insel Enggano.
Die Insel wurde zum ersten Mal 1596 von dem niederländischen Seefahrer Cornelis de Houtman erwähnt, der aber nicht landete. Nach weiteren niederländischen Schiffen bis 1645 landete 1771 der englische Kapitän Charles Miller. Er erwähnt, dass die Insel dicht besiedelt sei und die Einwohner in hohen, bienenkorbförmigen Pfahlbauten leben. Im Jahr 1866 wurden 6420 Einwohner gezählt, bis 1884 war deren Zahl auf 870 zurückgegangen, was mit eingeschleppten Infektionskrankheiten, internen Fehden und absichtsvoller Kinderlosigkeit erklärt wird. Der italienische Forscher Elio Modigliani besuchte Enggano 1891 und beschrieb die Einwohner und ihre Kultur.

## Gegenwart
Am 6. März 2007 wurde die Insel von einem Erdbeben erschüttert, das etliche Häuser zerstörte.
Die Insel genießt heute einen gewissen Ruf unter Sporttauchern. Sie verfügt über lange, weiße Strände und malerische Korallenriffe. Erreichbar ist sie mit Schiffen von der Küstenstadt Bintuhan aus.

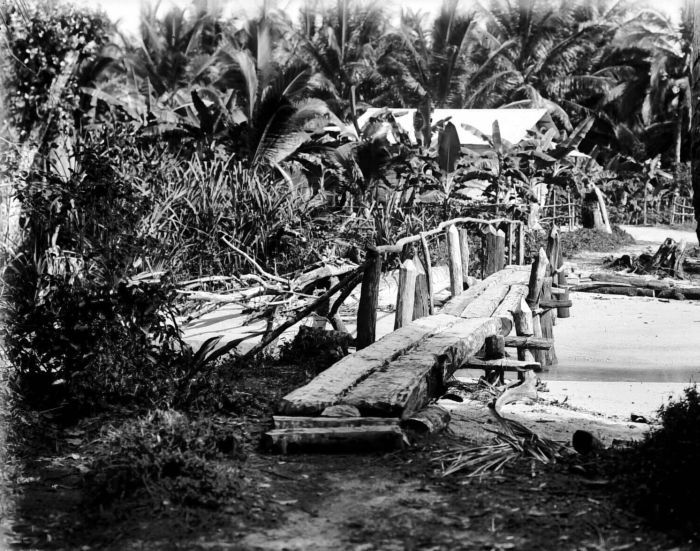
Wegbrücke zu einer Malaria-Station auf Enggano (vor 1936)

## Fauna
Auf Enggano sind der Salvadori-Brillenvogel, der Engganobeo, die Enggano-Zwergohreule und die Engganodrossel endemisch.